# Tacy sami (album Lady Pank)
Tacy sami – siódmy album studyjny polskiego zespołu muzycznego Lady Pank, wydany w 1988 roku na LP nakładem Polskich Nagrań „Muza”. W późniejszych latach doczekał się licznych reedycji na CC i CD. W 2019 roku Agencja Artystyczna MTJ wznowiła album na LP.

## Wykonanie
Album jest całkowitym odejściem zespołu od stylu znanego dotychczas fanom z jego poprzednich wydawnictw. Przede wszystkim jest to album pop-rockowy. Wyraźnie słychać wpływ amerykańskich stylów muzycznych na album (zwłaszcza w utworach „Oglądamy film” i „John Belushi”). Aranżacje charakteryzuje mocna perkusja, „jazgoczące” gitary elektryczne i syntezatory. Również wokal Janusza Panasewicza brzmi nieco inaczej. Lady Pank udowadnia tą płytą, że jest zespołem dojrzałym, zrywa z młodzieńczym, luzackim stylem znanym dotąd fanom. Wielu fanów po tym wydawnictwie mogło czuć się rozczarowanym nagłą zmianą stylu i wizerunku muzycznego zespołu, jednak w gruncie rzeczy płyta spotkała się na rynku z życzliwym przyjęciem. Andrzej Mogielnicki, który po wrocławskim ekscesie udzieliwszy stanowczego wywiadu dla „Polityki”, rozstał się z Lady Pank. Jako autor tekstów na tej płycie został zastąpiony przez: Zbigniewa Hołdysa, Grzegorza Ciechowskiego, Marka Dutkiewicza i Jacka Skubikowskiego. Z tej samej sesji nagraniowej pochodzi utwór „Zasypiam nad ranem”, który nie znalazł się na albumie. Utwór ten został zaprezentowany w promującym album programie telewizyjnym pod tym samym tytułem co album. Ukazał się on jako bonus na wydanych w 2007 roku dwóch reedycjach wydawnictwa: tej, za którą odpowiadała Agencja Artystyczna MTJ i tej stanowiącej część Boxu 13 CD. Jest to ostatnia płyta zespołu z basistą Pawłem Mścisławskim i gitarzystą Edmundem Stasiakiem.

## Lista utworów
1. „Tacy sami” (muz. J. Borysewicz; sł. J. Skubikowski) – 4:23
2. „Oglądamy film” (muz. J. Borysewicz; sł. G. Ciechowski) – 4:49
3. „John Belushi” (muz. J. Borysewicz; sł. Z. Hołdys) – 4:02
4. „Mała wojna” (muz. J. Borysewicz; sł. Z. Hołdys) – 4:42
5. „Giga-giganci” (muz. J. Borysewicz; sł. Z. Hołdys) – 4:37
6. „To co mam” (muz. J. Borysewicz; sł. M. Dutkiewicz) – 4:13
7. „Zostawcie Titanica” (muz. J. Borysewicz; sł. G. Ciechowski) – 4:48
8. „Ratuj tylko mnie” (muz. J. Borysewicz; sł. G. Ciechowski) – 4:47
9. „Martwy postój” (muz. J. Borysewicz; sł. M. Dutkiewicz) – 4:54

Bonus w wydaniach MTJ 2007 i Box 13 CD 2007
1. „Zasypiam nad ranem” (muz. J. Borysewicz; sł. G. Ciechowski) – 4:10

## Muzycy
- Jan Borysewicz – gitara, gitara solowa, wokal
- Janusz Panasewicz – wokal
- Edmund Stasiak – gitara
- Paweł Mścisławski – gitara basowa
- Wiesław Gola – perkusja (W utworach 5. i 8.; w pozostałych użyty został automat perkusyjny)
- Rafał Paczkowski – reżyseria i realizacja nagrań, instrumenty klawiszowe, programowanie
- Jerzy Suchocki – instrumenty klawiszowe